# آيت واعراب (آيت أكرور الشرقية)
آيت واعراب هو دُوَّار يقع بجماعة غسات، إقليم ورززات، جهة درعة تافيلالت في المملكة المغربية. ينتمي الدوّار لمشيخة آيت أكرور الشرقية التي تضم 10 دواوير. يقدر عدد سكانه بـ 417 نسمة حسب الإحصاء الرسمي للسكان والسكنى لسنة 2004.

## وصلات خارجية
- البوابة الوطنية للجماعات الترابية
- المندوبية السامية للتخطيط